# Хермоса Бийч (Калифорния)
Хермоса Бийч (на английски: Hermosa Beach, произнася се Хърмоуса Бийч) е град в окръг Лос Анджелис в щата Калифорния, САЩ. Хермоса Бийч е с население от 18 566 жители (2000) и обща площ от 15,30 км² (5,91 мили²).

## Личности
- Джак Блек, актьор